# Йоан Цицов
Йоан Константинов Цицов или капитан Влахос (на гръцки: Ιωάννης Κωνσταντίνου Τσίτσιος, ''Йоанис Константину Цициос, Τσίτσικας, Цицикас, καπετάν Βλάχος), е гъркомански революционер, деец на Гръцката въоръжена пропаганда в Македония от началото на XX век.

## Биография
Йоан Цицов е роден в град Воден, тогава в Османската империя. Включва се в гръцката въоръжена пропаганда в Македония и води собствена чета във Воденско и горното поречие на Караазмак.
Убит е на 3 юли 1905 година в Месимер, в борба с чета на ВМОРО.
Негов паметник е издигнат в центъра на Воден през юни 1967 година, но е отстранен при ремонтни работи през 2008 година.
Негова сестра е Лили Цицова - гръцка учителка и революционерка.